# Jay Litherland
Jay Litherland (Alpharetta, 24 augustus 1995) is een Amerikaanse zwemmer. Hij vertegenwoordigde zijn vaderland op de Olympische Zomerspelen 2016 in Rio de Janeiro.

## Carrière
Op de 2016 US Olympic Trials in Omaha (Nebraska) kwalificeerde Litherland zich, op de 400 meter wisselslag, voor de Olympische Zomerspelen 2016 in Rio de Janeiro. In Brazilië eindigde de Amerikaan als vijfde op de 400 meter wisselslag.
Tijdens de wereldkampioenschappen zwemmen 2017 in Boedapest eindigde hij als vijfde op de 400 meter wisselslag. Op de 4×200 meter vrije slag zwom hij samen met Conor Dwyer, Clark Smith en Zane Grothe in de series, in de finale sleepte Grothe samen met Blake Pieroni, Townley Haas en Jack Conger de bronzen medaille in de wacht. Voor zijn aandeel in de series ontving hij eveneens de bronzen medaille.
Op de Pan-Pacifische kampioenschappen 2018 in Tokio eindigde de Amerikaan als vierde op de 400 meter wisselslag, als negende op de 200 meter wisselslag en als elfde op zowel de 200 meter rugslag als de 200 meter vlinderslag.
In Gwangju nam Litherland deel aan de wereldkampioenschappen zwemmen 2019. Op dit toernooi veroverde hij de zilveren medaille op de 400 meter wisselslag.

## Internationale toernooien
| Jaar | Olympische Spelen                         | WK langebaan                                                             | WK kortebaan                              | PanPacs                                                                     | Pan-Amerikaanse Spelen                    |
| ---- | ----------------------------------------- | ------------------------------------------------------------------------ | ----------------------------------------- | --------------------------------------------------------------------------- | ----------------------------------------- |
| 2016 | 5e 400m wisselslag                        |                                                                          | geen deelname                             |                                                                             |                                           |
| 2017 |                                           | 5e 400m wisselslag · 4×200m vrije slag · Litherland zwom enkel de series |                                           |                                                                             |                                           |
| 2018 |                                           |                                                                          | geen deelname                             | 11e 200m rugslag 11e 200m vlinderslag 9e 200m wisselslag 4e 400m wisselslag |                                           |
| 2019 |                                           | 400m wisselslag                                                          |                                           |                                                                             | geen deelname                             |
| 2020 | Geen toernooien vanwege de coronapandemie | Geen toernooien vanwege de coronapandemie                                | Geen toernooien vanwege de coronapandemie | Geen toernooien vanwege de coronapandemie                                   | Geen toernooien vanwege de coronapandemie |
| 2021 | 24 juli-1 augustus                        |                                                                          | 13-18 december                            |                                                                             |                                           |

## Privé
Litherland is één van een drieling, samen met broers Kevin en Mick. Hij heeft drie paspoorten; Japan, Nieuw-Zeeland en de Verenigde Staten. Naast Engels spreekt hij ook Japans.

## Persoonlijke records
Bijgewerkt tot en met 6 september 2020
Kortebaan
| Afstand         | Tijd    | Datum            | Plaats       |
| --------------- | ------- | ---------------- | ------------ |
| 200m vrije slag | 1.47,90 | 10 november 2013 | Tokio        |
| 200m rugslag    | 1.55,95 | 16 november 2019 | College Park |
| 200m wisselslag | 1.57,07 | 13 oktober 2019  | Napels       |
| 400m wisselslag | 4.04,17 | 16 november 2019 | College Park |

Langebaan
| Afstand         | Tijd    | Datum        | Plaats       |
| --------------- | ------- | ------------ | ------------ |
| 200m vrije slag | 1.47,58 | 26 juli 2018 | Irvine       |
| 200m rugslag    | 1.59,30 | 30 juni 2016 | Omaha        |
| 200m wisselslag | 1.58,46 | 1 juli 2017  | Indianapolis |
| 400m wisselslag | 4.09,22 | 28 juli 2019 | Gwangju      |